# Politica agraria
In economia, nell'ambito della politica economica, la politica agraria analizza e studia i provvedimenti di sostegno al settore agricolo, destinati a sostenere la domanda e/o il prezzo dei beni agricoli e dei prodotti agro-alimentari, nonché a elaborare strategie di intervento.
A questo filone appartiene lo studio delle politiche comunitarie che, riducendo la quantità prodotta, come nel caso delle quote latte, o sostenendo la produzione di taluni beni con contributi economici elargiti ai produttori, cercano di governare il settore agricolo con lo scopo di difendere il reddito degli agricoltori, limitare la concorrenza straniera e in particolare di molti paesi del terzo mondo che possono produrre a prezzi bassissimi gli stessi beni, difendere l'ambiente, evitare l'abbandono delle terre soprattutto montane.
Altri temi assai più generali affrontati dalla politica economica riguardano gli effetti dei provvedimenti di politica agraria e delle scelte delle imprese sul reddito, l'occupazione, la bilancia dei pagamenti e la produttività.

## Descrizione

### La politica agraria dell'Unione Europea
La politica agricola è sempre stata un pilastro basilare nel processo di integrazione degli Stati membri della Comunità economica europea. Già il Trattato originale di Roma definiva gli obiettivi della PAC e stabiliva che l'agricoltura andava inclusa nel mercato comune come politica integrata. All'epoca, in una Europa che aveva ancora memoria della fame degli anni di guerra e dell'immediato dopo-guerra, la sicurezza alimentare costituiva l'obiettivo primario: da qui la tendenza a prezzi agricoli estremamente elevati rispetto al libero mercato internazionale e l'accumularsi di grandi scorte. La comunità interveniva anche corrispondendo la differenza di prezzo per le quantità esportate fuori Europa.
La peculiarità del comparto agro-alimentare ha suscitato posizioni contrastanti, a volte antitetiche, nelle politiche di settore dei diversi Stati. Ciò ha portato alla conclusione nel 1994, al termine dell'Uruguay Round del GATT istitutivo dell'Organizzazione Mondiale del Commercio, dell'Accordo sull'agricoltura, teso a contribuire alla formazione di "un sistema di scambio agricolo corretto e orientato al mercato".